# Andreas Klier
Andreas Klier (Múnic, 15 de gener de 1976) és un ciclista alemany, que fou professional de 1996 fins al 2013.
Els seus millors resultats els obtingué en les clàssiques flamenques, guanyant la Gant-Wevelgem de 2003 i quedant en segona posició del Tour de Flandes de 2005.
L'agost del 2013, Klier va admetre haver consumit EPO, hormones del creixement, cortisona i transfusions de sang per millorar el seu rendiment del 1999 fins al 2006. Aquesta confessió va fer que l'USADA el sancionés amb 6 mesos i la pèrdua de resultats des del 21 de juliol de 2005 fins al final de la seva carrera.

## Palmarès
- 1994
  - 1r als Tres dies d'Axel
  - 1r al Trofeu Karlsberg
- 2002
  - 1r al Gran Premi Jef Scherens
- 2003
  - 1r a la Gant-Wevelgem
- 2007
  - Vencedor d'una etapa de la Volta a Espanya[3]

### Resultats a la Volta a Espanya
- 1999. 74è de la classificació general
- 2004. Abandona (6a etapa)
- 2005. 107è de la classificació general[3]
- 2007. Abandona (15a etapa). Vencedor d'una etapa[3]
- 2011. 158è de la classificació general[3]

### Resultats al Tour de França
- 2000. 105è de la classificació general
- 2009. 155è de la classificació general[3]
- 2010. 168è de la classificació general[3]

### Resultats al Giro d'Itàlia
- 1999. 78è de la classificació general